# كارل كورش
كارل كورش (بالألمانية: Karl Korsch)‏ مفكر ماركسي ألماني، عُرف بمعارضته للماركسية الأرثوذكسية، حيث عارض طرح كاوتسكي للماركسية وعارض أيضًا الطرح اللينيني للماركسية، مما يجعلة ماركسي من نوع مختلف، حيث أسس لطرحٍ جديد للماركسية مع جورج لوكاتش لتكون أعمالهم المرشد الأساس لما يسمى بالماركسية الغربية. 

## حياته
ولد كارل كورش عام 1886 بمدينة توسدت بمقاطعة هيث الألمانية عن أسرة من الطبقة الوسطى، عمل والد كارل كموظف بمجلس المدينة وكان مهتماً بدراسة الفلسفة وبالأخص فلسفة لايبنتز. درس كورش القانون وأظهر قدراته الثقافية الهائلة حيث تمكن من توسيع دراستة لتشمل مواضيع مختلفة فدرس بجامعة ميونخ ثم جامعة برلين وجامعة جينيف والتحق نهائيا بجامعة جينا (وهي نفس الجامعة التي حصل منها ماركس على شهادته للدكتوراه) ثم أتم الدراسات العليا وأصبح أستاذا بالجامعة. 
كان كورش فاعلاً بالعمل الطلابي أثناء دراسته حيث كان عضواً بحركة الطالب الحر اليسارية وكان من أهم الكتاب بالصحف الجامعية. أعد نقاشات وندوات مختلفة عن كتابات ليبكنخت وبرنشتاين حتى سافر إلى إنجلترا ليقوم بأعمال قانونية ثم إنضم إلى الحركة الفابية هناك. 
استدعاه الجيش الألماني ليكون جندياً، ورغم معارضته للحرب العالمية الأولى إلا أنه قرر الانضمام إلى صفوف الجنود لكي يكون مع الجماهير بحسب تعبيره. أثبت كورش صفاته القيادية في الحرب رغم رفضه حمل السلاح الا للضرورة وتم ترقيته إلى رتبة «كابتن». وعندما تصاعدت موجة الاحتجاجات في صفوف الجيش الألماني وبدأ تأسيس سوفيتات الجنود، انتخب كورش كأحد ممثلي الجنود. 
بعد انتهاء الحرب العالمية الأولى ظهر كورش كسياسي يساري وعضو بالحزب الشيوعي ونائبا عنه في الرايخستاج حتي عام 1928. زامل وصادق المفكر برتلوت بريخت حتى وفاة بريخت وسافر معه إلى الولايات المتحدة هربا من الحكم النازي وعمل هناك في معهد البحث الاجتماعي بالتعاون مع كرت لون. مات سنة 1961 في كامبردج

## الماركسية والفلسفة:
بدأ اهتمام كورش بالفلسفة علي عكس كثيرين، من رغبته في تخليص الماركسية من الطابع الأيديولوجي الذي أضيف عليها كما يرى، فتلك الماركسية السائدة في عصره هي نتاج الحرب والثورة معا، وهو يفرق بشكل واضح بين رؤية لينين ورؤية كاوتكسي، فالأولى تمارس ثورة تعززها الصدفة والثانية بعيدة كل البعد عن كل اشكال الممارسة حسب رأيه. 

## أهم مؤلفاته
- مقدمة في رأس المال
- لماذا أنا ماركسي
- المباديء الأساسية للماركسية
- الماركسية والفلسفة
- عشر موضوعات عن الماركسية اليوم

## روابط خارجية
- كارل كورش على موقع الموسوعة البريطانية (الإنجليزية)